# Taj Mahal (album)
Taj Mahal je eponymní debutové studiové album amerického bluesového hudebníka Taje Mahala, vydané v roce 1968. Album produkoval Bob Irwin.

## Seznam skladeb
| Pořadí         | Název                              | Autor                   | Délka |
| -------------- | ---------------------------------- | ----------------------- | ----- |
| 1.             | Leaving Trunk                      | Sleepy John Estes       | 4:51  |
| 2.             | Statesboro Blues                   | Blind Willie McTell     | 2:59  |
| 3.             | Checkin' Up on My Baby             | Sonny Boy Williamson II | 4:55  |
| 4.             | Everybody's Got to Change Sometime | Estes                   | 2:57  |
| 5.             | EZ Rider                           | Taj Mahal               | 3:04  |
| 6.             | Dust My Broom                      | Robert Johnson          | 2:39  |
| 7.             | Diving Duck Blues                  | Estes                   | 2:42  |
| 8.             | The Celebrated Walkin' Blues       | traditional             | 8:52  |
| Celková délka: | Celková délka:                     | Celková délka:          | 32:55 |

## Sestava
- Taj Mahal – kytara, harfa, slide kytara, zpěv
- Jesse Ed Davis – sólová kytara
- Ry Cooder – rytmická kytara
- James Thomas – basová kytara
- Sanford Konikoff – bicí